# Ereca lata
Ereca lata is een hooiwagen uit de familie Assamiidae.